# Anne-Marie Couderc
Anne-Marie Couderc (Aubusson, 1950. február 13.) francia politikus és üzletember. Párizsi képviselő 1993 és 1995 között, 1995 és 1997 között foglalkoztatásért felelős államtitkár volt. 2010 és 2017 között a Presstalis elnöke volt, 2018. május 15. óta pedig az Air France–KLM igazgatótanácsának megbízott elnöke.

## Karrierje

### Karrierje kezdetén
A jogász végzettségű Couderc a párizsi ügyvédi kamarában kezdte pályafutását, majd 1982-ben a Hachette Press-nél folytatta mint a főtitkár asszisztense. Az 1983-ban nevet változtató Hachette Filipacchi Presse csoportnál több pozíciót töltött be. 
Jacques Chirac párizsi polgármester asszisztense, majd a 13. kerületben megválasztott parlamenti képviselő volt. 1995-ben Alain Juppé első kormányában a miniszterelnök foglalkoztatásért felelős államtitkárává nevezték ki, majd második kormányában a munkaügyi és szociális ügyek miniszteréhez (Jacques Barrot) delegálták.

### Karrierje a privát szektorban
Couderc 1997-ben a Hachette Filipacchi Médias vezérigazgató-helyettese és szerkesztőbizottsági tagja, a Presse magazin France vezérigazgatója és a Hachette Filipacchi Associés igazgatótanácsának elnöke lett.
A 2001. szeptember 11-ei terrortámadásokat követően megszervezte a Première magazin átszervezését és Patrick Mahé helyére Alain Kruger került, de 2005 augusztusában Arnaud Lagardère távollétében jóváhagyta a Paris Match tudósítását Cécilia Sarkozyről és Richard Attiasról, emiatt kirúgták.
2004 októberétől 2010 júniusáig az SPMI elnöke volt. 2005 júniusában a Conseil supérieur des messageries de presse alelnökévé nevezték ki.
Couderc 2007-ben csatlakozott a Lagardère csoporthoz tartozó Presstalis igazgatóságához, ahol 2010. augusztus 23-án a vállalat vezérigazgatója lett. Ezt a tisztséget 2011. június 30-ig töltötte be, amikor a vállalat státuszának megváltozását követően az igazgatótanács elnökévé választották.
2015-ben csatlakozott a Francia Gazdasági, Szociális és Környezetvédelmi Tanácshoz, mint a magánipari, kereskedelmi és szolgáltató vállalatok képviselője.
2018. május 15-én Couderc-et nevezték ki az Air France–KLM csoport megbízott elnökévé, Jean-Marc Janaillac helyére. Korábban a csoport független igazgatója és az igazgatótanács jelölőbizottságának elnöke volt. Ez nem egy ügyvezető elnökségnek minősíthető, a műveletek operatív irányítását az Air France-nál Franck Terner és a KLM-nél Pieter Elbers, valamint Frédéric Gagey pénzügyi igazgató végzi.

## Tisztségei
- Ramsay Santé, az igazgatótanács független tagja[8]
- Presstalis, az igazgatótanács elnöke
- OPmobility, az igazgatótanács független tagja (2010 óta)
- Transdev, az igazgatótanács független tagja[9]